# Andrena rugothorace
Andrena rugothorace är en biart som beskrevs av Warncke 1965. Andrena rugothorace ingår i släktet sandbin, och familjen grävbin. Inga underarter finns listade i Catalogue of Life.